# Valence, Charente

Valence este o comună în departamentul Charente, Franța. În 1 ianuarie 2022 avea o populație de 190 de locuitori.